# Orgyia josephina
Orgyia josephina is een vlinder uit de familie van de spinneruilen (Erebidae), onderfamilie donsvlinders (Lymantriinae). De wetenschappelijke naam van de 
soort is voor het eerst geldig gepubliceerd in 1880 door Astaut.
Deze nachtvlinder komt voor in Europa.